# Тыранов, Алексей Васильевич
Алексе́й Васи́льевич Тыра́нов (1 ноября 1807, Бежецк — 1859, Кашин) — русский живописец, портретист и жанрист, представитель венециановской школы, академик Императорской Академии художеств.

## Биография
Родился в городе Бежецк в мещанской семье. Крещен 05 ноября 1807 года в церкви Святого Николая Чудотворца города Бежецка. Родители — бежецкий мещанин, цеховой мастер серебряного чеканного и медного мастерства Василий Иванович Тыранов и его жена Татьяна Васильевна.
Учился в Бежецком уездном училище, затем в гимназии в Твери. Не окончив в ней курса из-за отсутствия денег, возвратился в Бежецк и здесь вместе со своим братом, иконописцем, занялся писанием образов.
В 1824 году, работая с братом в Николо-Теребенском монастыре, познакомился с Алексеем Венециановым, который пригласил Алексея учиться в свою художественную школу в деревне Сафонково. По окончании учёбы Венецианов устраивает Тыранова вольнослушателем в Академию художеств.
В 1827 году Тыранов получил от академии малую золотую медаль, а в 1830 году — высшую академическую награду — золотую медаль 1-го достоинства. С 1836 года — ученик Карла Брюллова. В этом же году был признан «назначенным в академики» за картину «Девушка с тамбурином».
В 1839 году получил звание академика и в сентябре отправился в Рим. Там написаны им: «Мать Моисея на берегу Нила», «Ангел, слетающий с неба с масличной ветвью», «Девушка, выжимающая из волос воду». В Петербург возвратился в 1842 году.
К концу жизни оказавшись в крайней нужде, переехал в Кашин к брату, где и умер 3 августа 1859 года.

## Галерея работ
- Портрет Петра Плетнёва. 1836. Пушкинский дом, Санкт-Петербург.
- Портрет Ивана Айвазовского. 1841,
- Портрет итальянки. Ок. 1851, Государственный Русский музей.
- Молодая хозяйка. Ок. 1840, Государственный Русский музей.
- Портрет ржевской купчихи. 1820-е, Тверской художественный музей.
- Портрет шефа жандармов Леонтия Дубельта, 1842—1844. Государственный Литературный музей, Москва.
- Вид на реку Тосну, 1827, Государственный Русский музей.
- Девушка с тамбурином (итальянка с тамбурином), 1836.